# Les Temps modernes (film)
Pour les articles homonymes, voir Les Temps modernes et Modern Times.
 (septembre 2022).
Pour plus de détails, voir Fiche technique et Distribution.
Les Temps modernes (Modern Times) est une comédie dramatique américaine de Charlie Chaplin, sortie en 1936. Il s'agit de son sixième long métrage et son dernier film présentant le personnage de Charlot, lequel lutte pour survivre dans le monde industrialisé.  
Le film est une satire du travail à la chaîne et un réquisitoire contre le chômage et les conditions de vie d'une grande partie de la population occidentale lors de la Grande Dépression, imposées par les gains d'efficacité exigés par l'industrialisation des temps modernes. Les vedettes du film sont Charlie Chaplin, Paulette Goddard, qui fut pendant quelques années la compagne de l'auteur à la suite du tournage, Henry Bergman, Tiny Sandford et Chester Conklin.

## Synopsis
Les Temps modernes montre la vie d'un ouvrier d'usine, Charlot, employé sur une chaîne de production de serrage de boulons dont la fonction restera indéterminée, et qu'il perturbe régulièrement par sa distraction. Après avoir été soumis à divers mauvais traitements, désigné pour expérimenter une machine à nourrir automatique qui le gave ou contraint à visser avec deux clefs anglaises des écrous à un rythme effréné sur un tapis roulant qui ne cesse de s'accélérer, Charlot est atteint d'une dépression nerveuse. Déshumanisé, surmené, il bascule dans la folie et est alors interné dans un hôpital psychiatrique. 
Après son rétablissement, devenu chômeur, Charlot est arrêté par erreur, sous l'accusation d'avoir pris la tête d'une manifestation communiste, alors qu'il tentait en fait simplement de restituer un drapeau rouge tombé d'un véhicule de livraison. En prison, il ingère accidentellement de la cocaïne, la prenant pour du sel. Dans l'état délirant qui s'ensuit, il est mêlé à une évasion à laquelle il met fin en frappant les autres condamnés. Il est alors acclamé en héros par les geôliers et libéré.
Pourtant il se sentait heureux en prison et aurait voulu y demeurer. Libéré contre sa volonté, il découvre combien la vie est rude, et rêve de retrouver sa confortable geôle après avoir provoqué une catastrophe sur un chantier naval. Le vagabond rencontre alors dans la rue une orpheline clocharde (la gamine, en proie aux services sociaux) qui fuit la police après avoir volé du pain pour nourrir sa famille. 
Pour sauver la jeune femme et retourner en prison, Charlot ment à la police et prétend être le voleur. Cependant, une bourgeoise acariâtre témoin de la scène de vol révèle la supercherie et Charlot est libéré. Afin d'être à nouveau arrêté, il ingurgite une énorme quantité de nourriture dans un delicatessen sans payer. Il se retrouve avec la « gamine » dans un fourgon cellulaire, dont ils sont éjectés en route. 
Rêvant d'une vie meilleure, Charlot obtient un emploi de gardien de nuit dans un grand magasin, introduit la gamine dans celui-ci et tombe sur trois cambrioleurs dont l'un est Big Bill, son ancien compagnon d'usine, qui le reconnaît. Il sympathise avec eux. Se réveillant le lendemain matin dans un bac de tissus lorsqu'une cliente les examine, il est arrêté une fois de plus. Sorti de prison dix jours plus tard, il est accueilli par la gamine qui l'emmène dans une maison au bord d'un étang, une cabane délabrée qu'elle admet « ne pas être Buckingham Palace », mais qui fera l'affaire. 
Le matin suivant, Charlot apprend l'ouverture d'une nouvelle usine et se rend immédiatement sur les lieux. Par sa faute, son chef est accidentellement piégé dans une machine, mais parvient finalement à s'en extirper. 
Les autres travailleurs décident ensuite de mener une grève. Lançant accidentellement une brique sur un policier, Charlot est encore arrêté. 
Deux semaines plus tard, il est relâché et apprend que la gamine a trouvé un emploi de danseuse dans un dancing-restaurant. La jeune femme essaie de lui fournir un travail de chanteur et de serveur dans ce même restaurant. Le soir, il devient un serveur efficace, et bien que se trompant entre la porte d'entrée et de sortie de la cuisine, il réussit laborieusement à servir un canard rôti. Puis, pendant son spectacle, il perd ses manchettes sur lesquelles la gamine avait écrit les paroles d'une chanson que le patron lui avait demandé de chanter, mais se rattrape en improvisant un charabia, Titine (The Nonsense Song), et un numéro de pantomime. La représentation se révèle un vrai succès.
Quand la police arrive pour arrêter la gamine, recherchée par la police des mineurs, ils s'échappent à nouveau. Finalement, arpentant une route à l'aube main dans la main, on les voit se diriger vers un futur incertain, mais plein d'espérance, sur une musique de Chaplin qui sera, plus tard, à l'origine de la chanson Smile.
| |
| Chaplin dans une scène du film : devenu fou, il appuie sur le levier qu'actionne régulièrement le contremaître pour accélérer la chaîne de fabrication. |

| |
| Victime de la taylorisation, il est avalé par d'énormes engrenages symbolisant une mécanique broyeuse d'hommes. |

## Fiche technique
Sauf indication contraire ou complémentaire, les informations mentionnées dans cette section proviennent du générique de fin de l'œuvre audiovisuelle présentée ici.

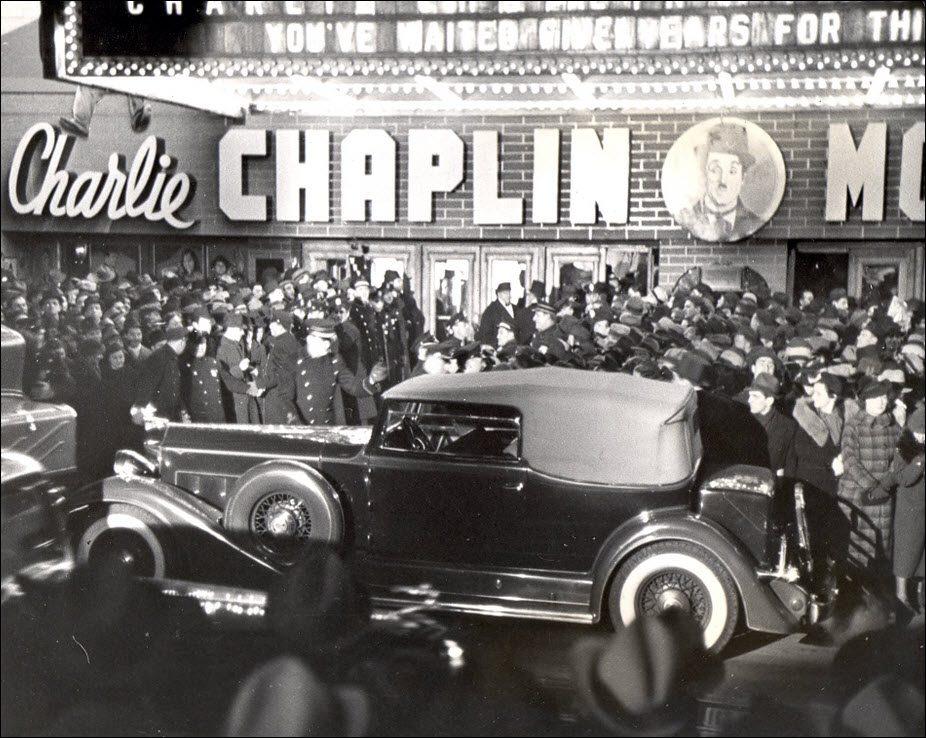
La première des Temps modernes à New York, près du Rivoli Theatre, le 5 février 1936.

- Titre français : Les Temps modernes
- Titre original : Modern Times
- Réalisation : Charlie Chaplin
- Scénario : Charlie Chaplin
- Sociétés de production : Chaplin - United Artists
- Producteurs : Charlie Chaplin
- Musique : Charlie Chaplin (emprunts musicaux : Hallelujah, I'm a Bum, Prisoners'Song  (Massey), How Dry Am I, In the Evening by the Moonlight (Bland) et Je cherche après Titine (Duncan - Daniderff)
- Photographie : Roland Totheroh, Ira Morgan
- Montage : Charlie Chaplin
- Pays de production :  États-Unis
- Format : Noir et blanc - muet, 35 mm, 1,33:1
- Genre : Comédie dramatique
- Durée : 83 minutes
- Dates de sortie : 
  - États-Unis : 5 février 1936 (première mondiale à New York), 12 février 1936 (première à Los Angeles), 25 février 1936 (sortie nationale)
  - Royaume-Uni : 11 février 1936
  - France : 24 septembre 1936
- Affiches : Léo Kouper (France, ressortie 1954)

## Distribution
- Charlie Chaplin : l'ouvrier.

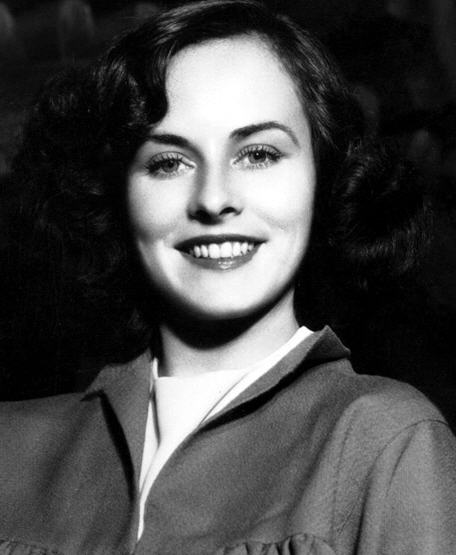
Portrait studio de Paulette Goddard pour Les Temps modernes.

- Paulette Goddard : la gamine, Ellen Peterson.

Les autres par ordre alphabétique
- Richard Alexander : un prisonnier.
- Bobby Barber (en) : un ouvrier
- Nate Barragar (en) : un footballeur
- Henry Bergman : le patron du cabaret.
- Stanley Blystone : le père de la gamine.
- Chester Conklin : le mécanicien.
- Heinie Conklin : un ouvrier
- Gloria DeHaven : une gamine. Non crédité au générique
- Gloria Delson : la sœur de la gamine
- Allan Garcia (V.F. : Philippe Dumat) : le président de l'Electro Steel Corp.
- Lloyd Ingraham : patron de café
- Walter James (acteur) (en) : un ouvrier
- Edward Kimball (en) : un docteur
- Jack Low : un ouvrier
- Edward LeSaint : le shérif.
- Wilfred Lucas : le jeune officier.
- Murdock MacQuarrie : un prisonnier.
- Fred Malatesta : le maître d'hôtel du restaurant.
- Hank Mann : un membre de la bande à Big Bill.
- Mira McKinney : la femme de l'aumônier.
- Louis Natheaux (en) : un voleur
- J. C. Nugent : un chef de rayon du magasin. Non crédité au générique
- Ted Oliver : l'assistant de Billows.
- John Rand : un prisonnier.
- Cecil Reynolds : l'aumônier.
- Stan Sandford : Big Bill et un ouvrier.
- Paul Schwegler (en) : un footballeur
- Ernie Smith (en) : un footballeur
- Sammy Stein (en) : le contremaître.
- Juana Sutton : la femme qui a des boutons en forme d'écrous sur sa robe.
- Harry Wilson (actor) (en) : un ouvrier

## Production
Charlie commença à préparer le film en 1934, comme son premier film parlant, et alla jusqu'à écrire un script, et expérimenter avec des scènes de son. Cependant, il abandonna vite ces tentatives et reprit un format silencieux avec des effets sonores synchronisés, bien qu'il consentit malgré tout à introduire quelques répliques sonores, toutes diffusées par des haut parleurs (radio, enregistrement sur disque, système de "visioconférence" du directeur de l'usine) et à rendre sonore la séquence où Charlot chante.  L'expérience du dialogue confirma sa conviction inébranlable sur le fait que la popularité universelle de Charlot serait perdue si le personnage parlait à l'écran. La plus grande partie du film a été tournée à « vitesse silencieuse » soit 18 images par seconde, ce qui, quand il est projeté à la « vitesse sonore » de 24 images par seconde, rend l'action encore plus frénétique. Des copies du film corrigent maintenant ce point. Le tournage du film fut long, débutant le 11 octobre 1934, et finissant le 30 août 1935.
La référence aux drogues lors de la séquence de la prison était très osée pour l'époque (étant donné que le code Hays, établi en 1930, interdisait toute forme de représentation et d'utilisation de drogues illégales dans les films). Chaplin avait déjà fait des références à la drogue auparavant, dans l'un de ses plus célèbres courts-métrages, Charlot policeman, sorti en 1917.

## Musique
Selon le document officiel, les thèmes musicaux ont été composés par Chaplin lui-même, et arrangés avec l'assistance d'Alfred Newman et de David Raksin. On donna en 1954 des paroles au thème de la romance, qui devint alors la chanson Smile (devenue depuis un standard), enregistrée pour la première fois par Nat King Cole, et plus tard repris par des artistes tels que Dalida (sous le titre Femme), Michael Jackson (album HIStory), Barbra Streisand, Diana Ross, Michael Bublé, Petula Clark, Liberace, Judy Garland, Madeleine Peyroux, J-Five et Robert Downey Jr. (inclus sur la bande originale du film Chaplin).
Les Temps modernes fut le premier film où la voix de Chaplin est entendue : il y interprète, en grommelot, la chanson de Léo Daniderff Je cherche après Titine. La version de Chaplin est aussi connue sous le nom The Nonsense Song (« la chanson sans aucun sens »). Les paroles n'ont en effet aucun sens, mais elles sont un mélange de mots français et italiens.
Selon le compositeur David Raksin, la musique a été écrite par lui, alors qu'il était un jeune homme voulant se faire un nom. Le plus souvent, Chaplin s'asseyait, sifflotant des mélodies et demandait à Raksin de « prendre en note ». Le travail de Raksin était de transformer ces sifflements en une mélodie, et de créer un rythme et une synchronisation afin de convenir pleinement aux situations du film. Chaplin était violoniste et montrait des connaissances musicales poussées, mais il n'était pas chef d'orchestre, et n'était pas familier avec le concept de synchronisation. Raksin créa plus tard les thèmes musicaux de films tels que Laura et Le Jour d'après (The Day After).

## Réception critique
Les Temps modernes est souvent vu comme l'une des plus grandes réussites de Chaplin, et il reste un de ses films les plus populaires.
Il s'agit du premier film ouvertement politique de Chaplin, et son portrait peu flatteur de la société industrielle généra des controverses dans certains quartiers au moment de sa sortie initiale.
Le film attira les critiques du fait de son caractère quasi totalement silencieux, alors que l'industrie du film avait depuis longtemps maîtrisé et apprécié le film parlant. Chaplin craignait que le mystère et le romantisme de Charlot fussent ruinés s'il devait parler, et craignait de « marginaliser » ses fans de pays non anglophones. Ses films suivants, cependant, seront entièrement parlants.
Il atteint la note d'excellence de 100 % de critiques positives sur Rotten Tomatoes, basée sur 53 avis.

## Postérité
En 2010, le peintre-performer Frank Bouroullec et cinq peintres muraliste réalisent une fresque monumentale représentant Charlot pris dans les engrenages, sur une des deux tours HLM du quartier populaire de Gilamont de Vevey, au sud de la résidence suisse de Chaplin.

## Documentaire
- 2024 : Chaplin et "Les temps modernes" La voie du silence réalisé par Grégory Monro.